# Moinhos da Gândara
Moinhos da Gândara es una freguesia portuguesa del concelho de Figueira da Foz, con 16,08 km² de superficie y 1.620 habitantes (2006). Su densidad de población es de 124,2 hab/km².